# Gulistán
El Gulistán o Gulistan (/ɡʊlɪsˈtɑːn/ en persa: گلستان‎, romanizado: Golestān), conocido en español como La rosaleda o El jardín de rosas, es uno de los dos principales libros del poeta persa Sa'di, considerado uno de los más grandes poetas medievales persas, escrito el 1258 d. C. La obra es un punto de referencia de la literatura persa, siendo uno de sus trabajos más populares, y demostrando ser muy influyente tanto en Occidente como en Oriente.
Al igual que un jardín de rosas es una colección de rosas, El Gulistán es una colección de cuentos acompañados de poemas, ampliamente citado como fuente de sabiduría. Entre sus páginas nació el proverbio famoso en el mundo occidental que se puede parafrasear como: Estaba triste porque no tenía zapatos hasta que conocí a un hombre que no tenía pies. (Capítulo 3, Cuento 19).
Las tramas minimalistas de los relatos del Gulistán llevan un lenguaje preciso y una percepción psicológica, creando una "poesía de ideas" con la concisión de fórmulas matemáticas. El libro explora prácticamente cada una de las principales problemáticas que enfrenta la humanidad, con un tono optimista y a la vez sutilmente satírico. Cuenta con varios consejos para gobernantes, adentrándose de esta manera en el género espejo de príncipes. Pero, como comenta Eastwick en su análisis de la obra, hay un dicho común en persa: "Cada palabra de Sa'di tiene setenta y dos significados", y las historias, junto a su valor de entretenimiento y su dimensión práctica y moral, frecuentemente se enfocan en la conducta de los derviches y se dice que contienen enseñanzas sufi. 
Ya que existe poca información sobre Sa'di más allá de sus escritos, sus aparentemente autobiográficos relatos cortos han sido usados por algunos analistas para construir una estimación de su vida.

## Reflexiones del autor

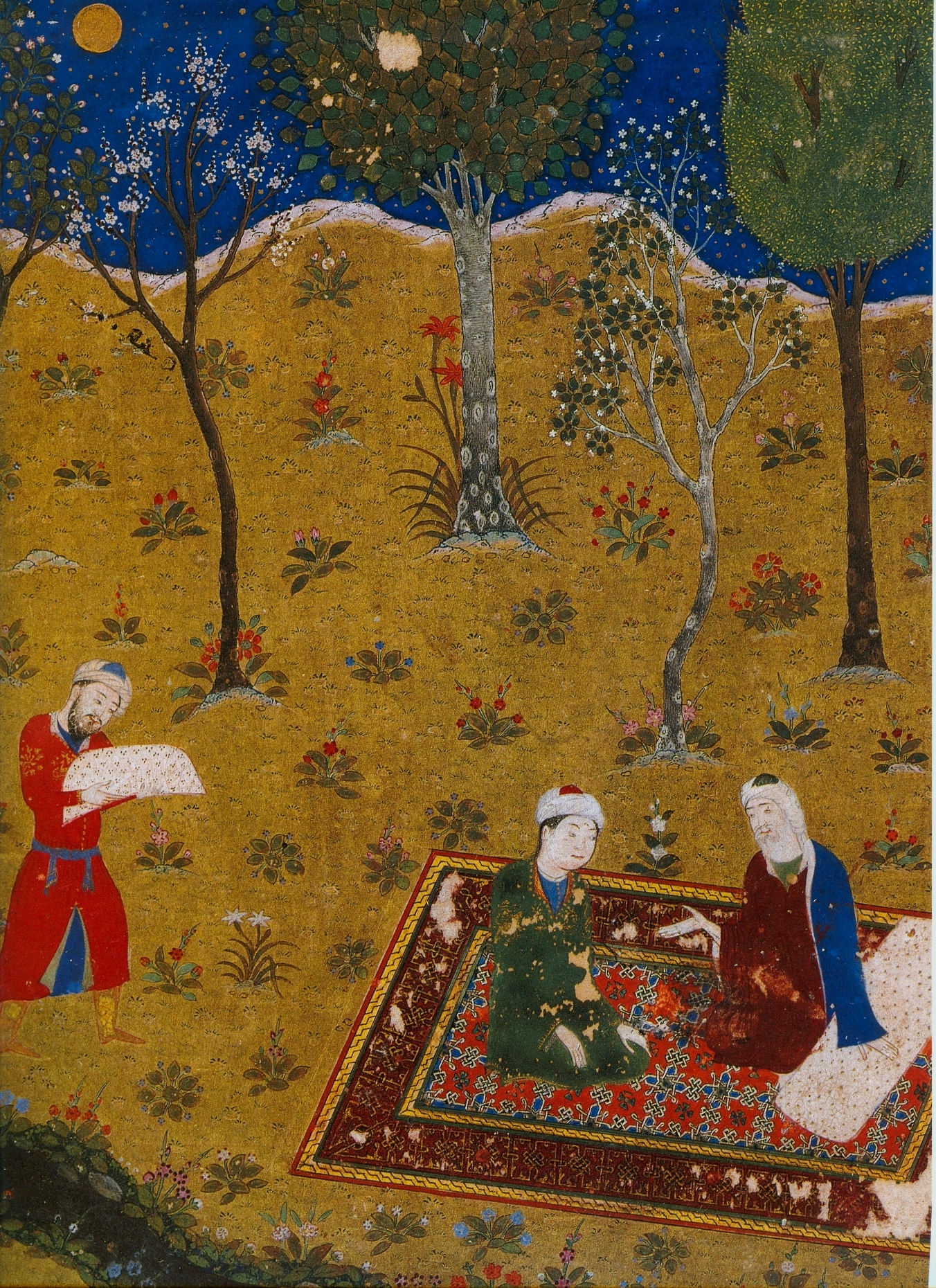
El poeta Sa'di conversa con su joven amigo en un jardín durante la noche. Miniatura del Gulistán. Herat, 1427. Biblioteca Chester Beatty, Dublin; taller de Baysonqor.

En su introducción, Sa'di describe cómo un amigo lo persuadió para que fuera a un jardín el 21 de abril de 1258. Allí, el amigo recogió flores para llevarlas de vuelta a la ciudad. Sa'di le remarcó lo rápido que las flores morirían y propuso mejor un jardín de flores, que duraría mucho más tiempo:
¿De qué te valen estas flores en la canasta
si un solo pétalo de mi rosaleda te basta?
Esas flores más de seis días no perduran,
mas mi rosaleda siempre tendrá su frescura.
Sa'di continúa: "El mismo día resulta que escribí dos capítulos, concretamente sobre interacción social y reglas de conversación, en un estilo aceptable para los oradores e instructivo para los literatos de cartas".
Al finalizar el libro, Sa'di escribe que, aunque su discurso es entretenido y divertido, "no está oculto de las mentes iluminadas de los "sahibdils" (poseedores de corazón), a los que se dirige principalmente, esas perlas de consejo sanador han sido trazadas dentro de cuerdas de expresión, y la amarga medicina de la crítica se ha mezclado con la miel del humor sagaz".

## Estructura
Después de la introducción, el Gulistán está dividido en ocho capítulos, cada uno compuesto por varios relatos y poesía:
| I.    | Sobre el carácter de los reyes            |
| II.   | 'Sobre la moral de los derviches          |
| III.  | Sobre las excelencias de estar satisfecho |
| IV.   | Sobre las ventajas del silencio           |
| V.    | Sobre el amor y la juventud               |
| VI.   | Sobre la debilidad y la vejez             |
| VII.  | Sobre los efectos de la educación         |
| VIII. | Sobre la conducta en sociedad             |

La mayoría de los relatos son largos, algunos abarcando varias páginas, mientras que otros cuantos son muy breves. Muchos se hallan acompañados de versos cortos que representan las palabras de los protagonistas, la perspectiva del autor o, algunas veces, algo no determinado.
Ejemplo
Capítulo 5, Cuento 5:

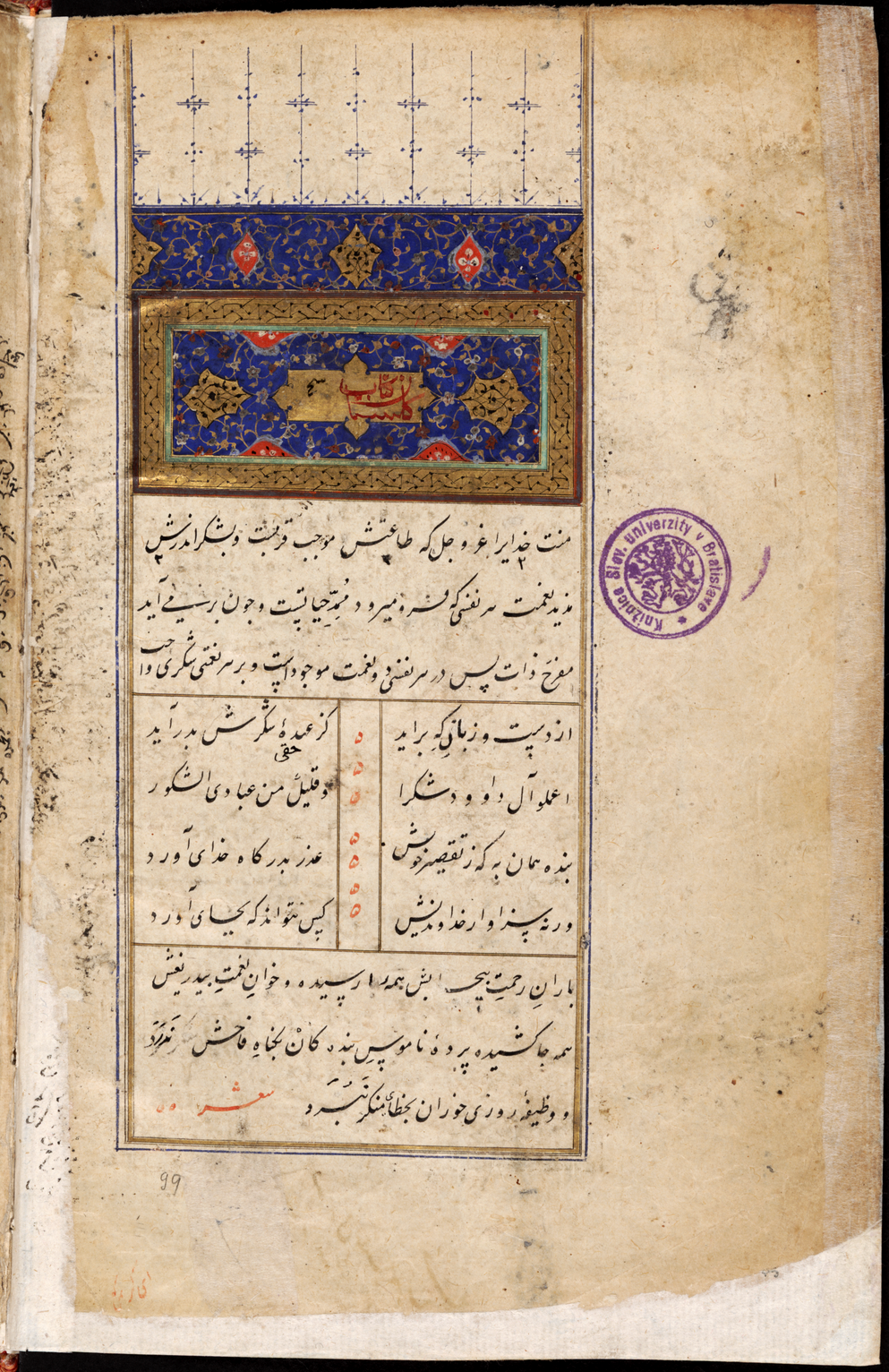
Una página de la introducción.

Cierto pupilo era de temple jovial y voz dulce; su maestro, vulnerable como todo ser humano, sentía atracción por su belleza. Los castigos y escarmientos que propinaba a los otros infantes no se los aplicaba a él, y cuando se lo encontraba a solas le decía:
Oh rostro celestial, siento por ti tal embeleso
que acabo por olvidarme de mí,
no puedo cerrar los ojos cuando te veo
aún cuando una flecha vi
era venir hacia mí.
En cierta ocasión le dijo el niño: «De la misma manera que cuidas de mis estudios, piensa un poco en mis modales; si ves en mí algo reprobable que y crea loable, házmelo saber para intentar cambiarlo». Respondió: «Oh muchacho, eso pídeselo a otro, pues yo te miro de tal manera que sólo virtudes veo en ti».
El mal ojo, ¡sea de cuajo arrancado!,
no ve sino defectos donde hay virtudes.
Mas si tienes una virtud y setenta defectos,
el amado no verá sino esa sola virtud.

## Influencia
Se dice que el Gulistán de Sa'di's es uno de los libros más leídos jamás producidos, siendo en todo momento admirado por su inimitable simplicidad y visto como la esencia de la simple y elegante prosa persa. El persa fue durante mucho tiempo el lenguaje de la literatura desde Bengala hasta Constantinopla, con el Gulistán siendo reconocido y estudiado en gran parte de Asia. Hoy en día, en los países de habla persa, los aforismos del Gulistán aparecen en todo tipo de literatura y continúan estando vigentes en las conversaciones, al igual que Shakespeare en el idioma inglés. Como Sir John Malcolm escribió en su Bosquejo de Persia de 1828, las historias y las máximas de Sa'di eran «conocidas por todos, desde el rey hasta el campesino».

### En Europa
El Gulistán ha sido significativo para la influencia de la literatura persa en la cultura occidental. La Fontaine basó su Le songe d'un habitant du Mogol en el Capítulo 2, Cuento 15 del Gulistán:
Un hombre piadoso vio en sueños a un rey en el paraíso y a un asceta en el infierno. Preguntó por qué el primero se encontraba en ese grado de gloria y el segundo en esa degradación de tormento. Oyó una voz que le dijo: «Este rey se encuentra en el paraíso por ser devoto de los derviches, y el derviche está en el infierno por acercarse a los reyes».
Bienaventurado el emir que se acerque a la puerta
del derviche, y maldito el derviche que se acerque
a la puerta del emir.
¿Para qué el rosario y el manto recosido?
Mejor los actos reprobables evita.
Un gorro de lana de camello no necesitas,
con gorro tártaro, sé un derviche genuino
Voltaire estaba familiarizado con las obras de Sa'di; escribió el prefacio de Zadig en su honor y tradujo una veintena de versos del Gulistán, algunas de la versión original y otras de traducciones en latín u holandés. También mencionó la existencia de una traducción al francés del libro.
Sir William Jones aconsejó a los estudiantes del idioma persa elegir un capítulo fácil del Gulistán para traducirlo como su primer ejercicio de aprendizaje. Así, el libro se convirtió en el manual básico seleccionado por funcionarios de la India británica en el Fort William College y en el East India Company College en Inglaterra.
En Estados Unidos, Ralph Waldo Emerson, quien dedicó a Sa'di un poema de su autoría, proporcionó el prefacio para la traducción del libro hecha por Francis Gladwin, escribiendo: «Saadi exhibe una variedad constante de situación e incidentes... encuentra el sitio en su estrecho lienzo para los límites de la suerte, el rol de los motivos, el mandato del destino, las lecciones morales y el retrato de grandes hombres. Ha adornado la autenticidad de una multitud de cuentos y proverbios que están presentes en nuestra boca, que atribuimos a escritores recientes.» También, Henry David Thoreau citó el libro en su obra Una semana en los ríos Concord y Merrimack y en sus apreciaciones sobre la filantropía en Walden (1854).

### Homenaje de las Naciones Unidas

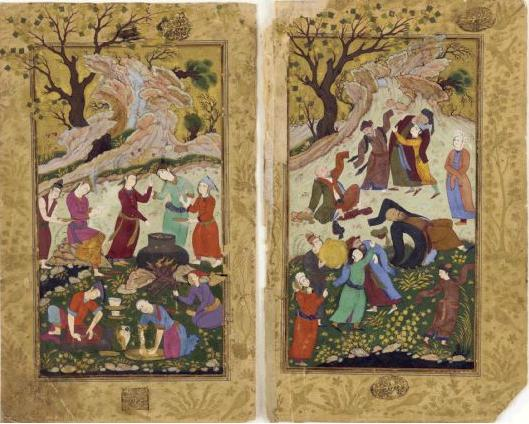
Dervishes danzarines en una composición de dos páginas de un manuscrito ilustrado del Gulistán original (1615).

Tejido en una alfombra colgada en una pared de la entrada al Edificio de la Asamblea General de la Sede de las Naciones Unidas, se halla este popular fragmento del Capítulo 1, Cuento 10 del Gulistán:
بنی آدم اعضای یک پیکرند 
 که در آفرينش ز یک گوهرند
چو عضوى به درد آورد روزگار 
 دگر عضوها را نماند قرار
تو کز محنت دیگران بی غمی 
 نشاید که نامت نهند آدمی
Que se traduciría como:
Los hijos de Adán son
miembros de un organismo
que de un elemento mismo
se hicieron en la creación.
Y si uno ellos de un mal padece
los otros no estarán serenos.
Si no te duele el dolor ajeno
que te llamen persona no mereces.
El Presidente de los Estados Unidos, Barack Obama, citó este fragmento en su llamado diplomático hacia los gobernantes iraníes con motivo del Nouruz (Año Nuevo del calendario persa) en marzo de 2009.

## Traducciones

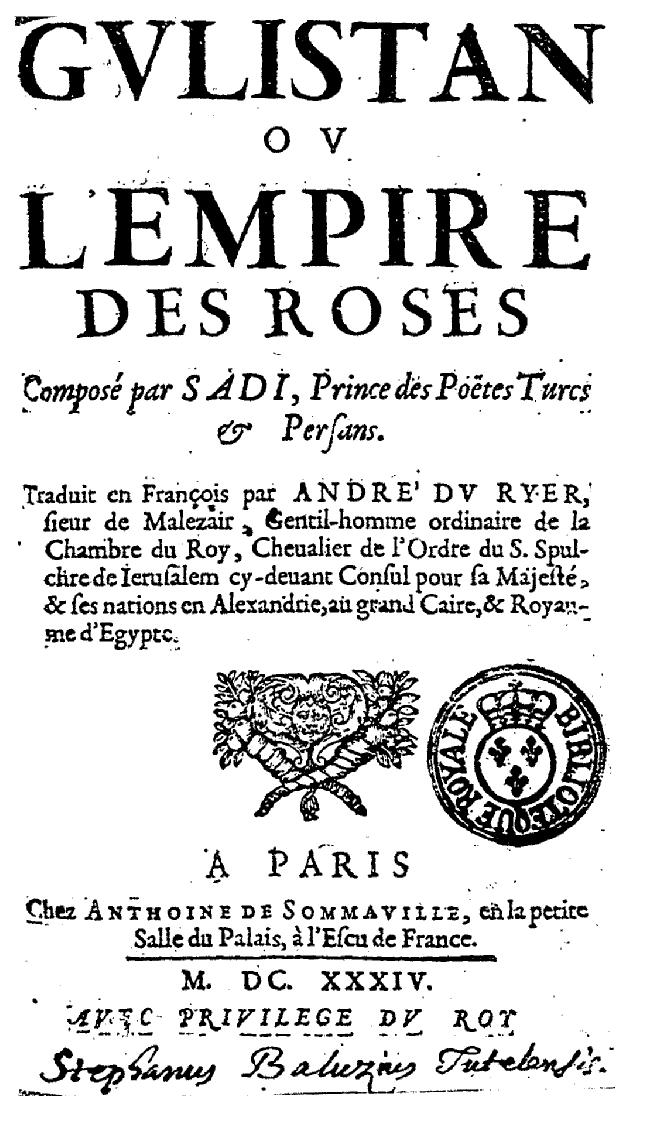
Portada de la traducción de André du Ryer.

Sa'di fue introducido a Occidente por primera vez en una traducción parcial al francés hecha por André du Ryer en 1634, sobre la cual se basó la traducción al alemán hecha por Friedrich Ochsenbach dos años después. En 1651 Georgius Gentius produjo una versión en latín acompañada del texto en persa. Adam Olearius realizó la primera traducción directa al alemán.
El Gulistán ha sido traducido en muchos idiomas. Ha sido traducido al inglés en múltiples ocasiones por: Stephen Sullivan (Londres, 1774, selecciones), James Dumoulin (Calcuta, 1807), S. Lee (Londres, 1827), Edward Backhouse Eastwick (Londres, 1852; republicado por Octagon Press, 1979), Johnson (Londres, 1863), Francis Gladwin (Boston, 1865, prefacio de Ralph Waldo Emerson), John T. Platts (Londres, 1867), Edward Henry Whinfield (Londres, 1880), Edward Rehatsek (Banaras, 1888, en algunas ediciones posteriores incorrectamente atribuidas a Richard Francis Burton), James Ross (Londres, 1890), Sir Edwin Arnold (Londres, 1899), Sir Edwin Arnold (Londres, 1899), Launcelot Alfred Cranmer-Byng (Londres, 1905), Celwyn E. Hampton (Nueva York, 1913) y Arthur John Arberry (Londres, 1945, los dos primeros capítulos). Traducciones más recientes al inglés han sido publicadas por Omar Ali-Shah (1997) y por Wheeler M. Thackston (2008). También en este siglo han sido publicadas versiones en español por parte de las editoriales José J. de Olañeta, Editor (2004) y El Cobre Ediciones s.l (2007).